# Рябиково (Тверская область)
Рябиково — деревня в Конаковском районе Тверской области. Входит в состав Ручьёвского сельского поселения.

## География
Находится в юго-восточной части Тверской области на расстоянии приблизительно 19 км на восток-юго-восток по прямой от районного центра города Конаково.

## История
Известна с 1628 года как владение стольника и князя Василия Ивановича Туренина. В 1859 году здесь (деревня Корчевского уезда Тверской губернии) было учтено 38 дворов, в 1900 — 37.

## Население
Численность населения: 220 человек (1859 год), 245 (1900), 10 (русские 100 %) в 2002 году, 1 в 2010.